# TerraCycle
TerraCycle — американська приватна компанія зі штаб-квартирою у Трентоні, Нью-Джерсі, яка займається переробкою органічних відходів та виробництвом вторинних ресурсів і матеріалів. Є одним зі зразків соціального підприємництва.

## Історія
Компанія «TerraCycle» заснована у вересні 2001 року студентами Принстонського університету Томом Сакі та Джоном Бейєром. За $20 тис. вони придбали нещодавно винайдену у Флориді систему з переробки органічних відходів в біогумус. Відходи для виробництва спочатку постачалися університетською їдальнею. Проект привернув увагу преси і «TerraCycle» зумів знайти інвесторів для подальшої роботи. Не маючи достатньо грошей на створення власної пакувальної лінії, компанія вирішила використовувати в якості тари для свого рідкого добрива використані пластикові пляшки. Тару постачали школи та організації, яким «TerraCycle» виділяв пожертви. Згодом компанії «The Coca-Cola Company» і «PepsiCo» підтримали «TerraCycle», офіційно дозволивши їм використовувати в упаковці своєї продукції використану тару з-під їх продукції. У 2005 році добрива компанії почали продаватися в мережах магазинів Wal-Mart Stores і The Home Depot..
Починаючи з 2007 року «TerraCycle» розширила фронт робіт. Компанія почала виробляти з вторсировини рюкзаки, сумки, пенали, продуктові сумки.. З 2012 року компанія працює також над переробкою сигаретних фільтрів, переробляючи їх у пластикові гранули..
У 2013 році Фонд Шваба назвав творця «TerraCycle» Тома Сакі одним зі соціальних підприємців року, журнал «Forbes» включив його до числа 30 головних соціальних підприємців світу..